# Porto de São Sebastião
Porto de São Sebastião ou Companhia Docas de São Sebastião  está localizado na costa do litoral norte do estado de São Paulo, na cidade de São Sebastião, a 180 km da capital do estado. É administrado atualmente pela Companhia Docas de São Sebastião (criada pelo decreto estadual 52.102 de 29/08/07).
Sua localização geográfica é 23°49'S e 45°24'W na baía da cidade. Para navegação, através de Cartas Náuticas, se utiliza a carta nº 1645, da Diretoria de Hidrografia e Navegação da Marinha do Brasil.

## História
O governo federal brasileiro já tinha planos para construir um segundo porto no estado de São Paulo desde meados dos anos 1920. Na época, o jornalista Assis Chateaubriand usou seu recém-comprado jornal Diario da Noite para atacar a proposta, embora tal investida tenha sido considerada por opositores como mero "agradecimento" a Guilherme Guinle, dono da Companhia Docas de Santos, que havia lhe emprestado dinheiro para financiar a compra do periódico.
A União celebrou contrato de concessão com o governo do estado de São Paulo, em 26 de outubro de 1934, autorizando a construção e a exploração comercial do porto de São Sebastião pelo prazo de 60 anos, prorrogado até junho de 2007. As obras, no entanto, começaram somente em 26 de abril de 1936, a cargo da Companhia Nacional de Construção Civil e Hidráulica. O período de implantação, fixado inicialmente em três anos, foi prorrogado para 25 de abril de 1943, pelo Decreto nº 8.231, de 17 de novembro de 1941. A inauguração oficial do porto aconteceu em 20 de janeiro de 1955, com a sua exploração exercida pelo órgão estadual - Administração do Porto de São Sebastião, criado em 18 de setembro de 1952 e reestruturado em 04 de julho de 1978. O convênio de Delegação entre a União e o Estado de São Paulo para o exercício da função, pelo último, de Autoridade Portuária do Porto de São Sebastião, que vigora a partir de 1/06/2007, foi formalizado nos moldes da legislação vigente, além da estrita observância às normas estabelecidas na Lei 8.630/93 com acompanhamento técnico e profissional de todas às etapas prévias de sua modelagem, adaptado às peculiaridades do porto e de suas interfaces diante dos potenciais negócios ligados ao comércio internacional. Foi criada pelo decreto estadual 52.102 de 29/08/07, a Companhia Docas de São Sebastião, que administra desde então, a delegação do Porto de São Sebastião, em nome do Governo do Estado de São Paulo.

## Administração e localização
O porto é administrado pela Companhia Docas de São Sebastião, empresa de propósito específico criada por Decreto Estadual 52.102/07, subordinada à Secretaria dos Transportes do Governo do Estado de São Paulo. Está localizado na cidade de São Sebastião, em frente à ilha de São Sebastião (Ilhabela), no litoral norte do Estado de São Paulo.

### Gestão Ambiental
O porto de São Sebastião é o primeiro porto público a receber a certificação ambiental ISO 14001, ocupando o primeiro lugar em qualidade de gestão ambiental, segundo o índice de Desempenho Ambiental Portuário da ANTAQ.
É o primeiro porto a ter um plano contra vazamento de óleo aprovado pelos órgãos ambientais.

## Área do porto organizado
O Porto Público insere-se na área do Porto Organizado de São Sebastião, a qual conforme Decreto S/N° de 27 de agosto de 2007, publicado no Diário Oficial da União, no dia 28 de agosto de 2007.

### Acessos
• RODOVIÁRIO: Pela zona urbana de São Sebastião, através das Av. São Sebastião e Dr. Altino Arantes. O município é alcançado pelas SP-055/BR-101, que encontram a SP-099, em Caraguatatuba, dando acesso ao Vale do Paraíba, às Regiões Metropolitanas de São Paulo e Campinas, pelas rodovias Presidente Dutra (BR-116, Rio – São Paulo), Ayrton Senna/Carvalho Pinto (SP-070) e D. Pedro I (SP-065).
• MARÍTIMO: O canal de acesso dispõe, respectivamente, de largura e profundidade de 500 m e 18 m (norte) e 300 m e 25 m (sul), com 22,8 km de extensão. Oferece duas barras de entrada demarcadas pelos faróis, respectivamente, da Ponta das Canas, no norte, e da Ponta das Selas, no sudoeste da ilha de São Sebastião.

## Instalações
As instalações de atracação, em formato de píer, medem 362 m distribuídos em 4 berços. O principal com 150 m de comprimento esta associado a dois dolfins, o que permite atracação de navios de até 250 m, e profundidade de 9 m. Os outros 03 berços de menor comprimento e profundidade de 7,0 m atendem embarcações de menor porte. Para armazenagem, o porto conta com 1 armazém em alvenaria com 1.131 m2, três armazéns estruturados em lona, com 5.000 m2 de área cada um, e dois pátios perfazendo 58.500 m2, para carga geral. Na área do porto organizado está situado o Terminal de Uso Privativo - TEBAR (Terminal Marítimo Almirante Barroso), da PETROBRAS, para petróleo e derivados, operando em 2 píeres e compondo quatro berços numa extensão de 905 m, com profundidade variando entre 14 m e 26 m. Para depósito, são utilizados 43 tanques, representando 2.100.000 t de capacidade.